# Adriano Galvão Pereira
Adriano Galvão Pereira (São Tomé, 21 de agosto de 1961 – Natal, 9 de abril de 2018), foi um nadador paralímpico brasileiro, considerado um dos pioneiros do esporte paralímpico no estado do Rio Grande do Norte.

## Biografia
Aos 11 anos, enquanto ajudava na fazenda da família em São Tomé, Rio Grande do Norte, Adriano sofreu um acidente em que uma lâmina de trator caiu sobre seu pé direito, amputando parte dele. O acidente marcou o início de sua carreira no esporte paralímpico, já que por recomendação médica, Adriano começou a praticar natação, esporte no qual se destacou internacionalmente na categoria S2, destinada a atletas com severas limitações físicas.

### Carreira
A carreira de Adriano no paradesporto começou nos anos 1990, período em que se tornou um dos primeiros grandes nomes do esporte paralímpico no Rio Grande do Norte e no Brasil. Ele participou de três edições dos Jogos Paralímpicos. Em sua estreia nos Jogos de Atlanta 1996, conquistou duas medalhas de bronze nas provas de 50 metros e 100 metros livre, ambas na classe S2. Em 2003, nos Jogos Parapan-Americanos realizados em Mar del Plata, Argentina, Adriano teve sua maior conquista esportiva ao ganhar quatro medalhas de ouro nas provas de 50m, 100m e 200m livre, além dos 50m costas, todas na categoria S2. Adriano também competiu nas Paralimpíadas de Atenas 2004 e Pequim 2008, mas não obteve novas medalhas. Após sua carreira como atleta, Adriano Galvão Pereira enfrentou problemas de saúde relacionados ao diabetes, que o levaram a ser internado por 43 dias em um hospital em Natal.

## Morte
Ele faleceu em 9 de abril de 2018, aos 56 anos. Seu velório foi realizado no centro Vila Flor, em São Tome, e foi sepultado no Cemitério Municipal de São Tomé, sua cidade natal.